# Apurímac (flod)

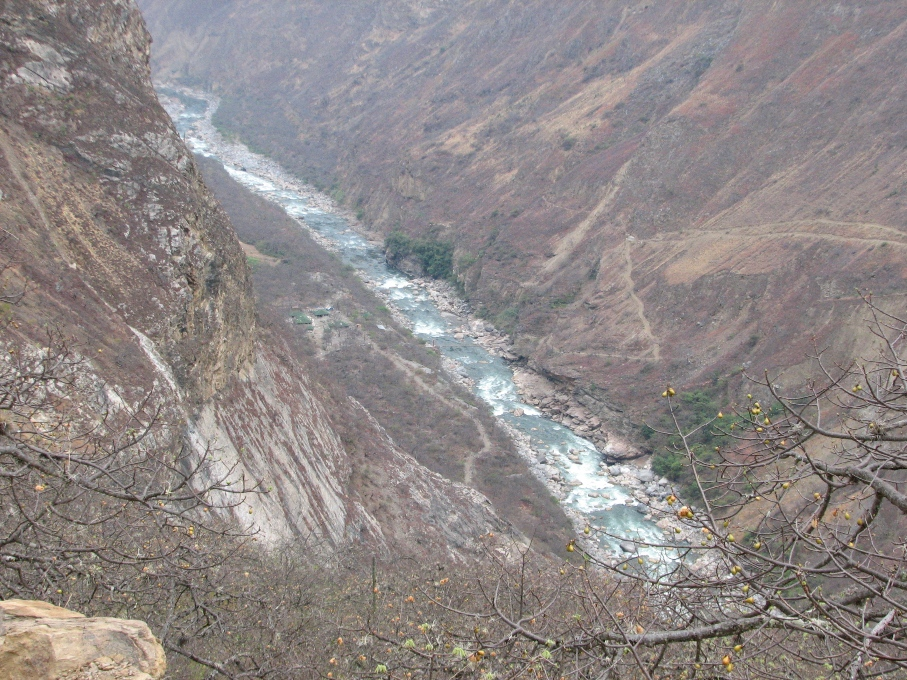
Apurímacfloden i en annan dalgång.

Apurímac (quechua: Apurimaq) är en flod i sydöstra Peru. Namnet översätts från quechua (Apu = herr/bergsgud, rimay = talar) och betyder "talande Gud". Floden är föremål för otaliga berättelser från Inkatiden och har fått ge namn åt den peruanska regionen Apurímac. Apurímac gäller sedan 1975 som källa till Amazonfloden, vilket 2001 bekräftades av en expedition utsänd av National Geographic Society. 
Apurímac rinner upp från det snöbetäckta berget Mismi i Anderna. Fram till idag diskuteras om det är källflödet från Mismi eller källflödet från berget Quehuishua som är den verkliga källan till Apurímac. Efter en sträcka på 730,7 kilometer i nordlig riktning förenar sig Apurímacfloden med Mantarofloden till floden Enefloden, senare Tambofloden och flyter sedan efter 1069,8 kilometer in i Ucayalifloden, som i sin tur mynnar ut i Amazonfloden. 
Den mycket branta Apurímac rinner från sitt källflöde på cirka 5 400 meter över havet och har med en höjdförlust på 3 900 meter efter 600 km till slut nått höjden 1 500 m. Apurímac är en av de häftigast strömmande floderna i världen och under regnperioden vid högvatten rinner floden i ravinerna med ett öronbedövande buller. Äventyrare som ger sig ut på floden med uppblåsbara båtar slutar ofta dåligt. Infödda avråder från sådana forsränningar, och dödsfall är inte ovanliga.